# Amadeo (Cavite)
Amadeo es un municipio filipino perteneciente a la provincia de Cavite, en Calabarzon.

## Geografía
Está situado en la zona sudeste de la provincia.

## Historia
Hacia comienzos del siglo XX, el lugar, ya por entonces perteneciente a la provincia de Cavite, tenía contabilizada una población de 3873 habitantes. En 2020, el municipio de Amadeo tenía censados 41 901 habitantes.